# Pradosegar
Pradosegar – gmina w Hiszpanii, w prowincji Ávila, w Kastylii i León, o powierzchni 11,29 km². W 2011 roku gmina liczyła 145 mieszkańców.